# Maják Arctowský
Maják Arctowský (polsky Latarnia Morska Arctowski) stojí v polské polární stanici Henryka Arctowského na pobřeží ostrova krále Jiřího v Antarktidě. Je nejjižnějším majákem na světě.

## Historie
Maják byl instalován na polské polární stanici Henryka Arctowského, která byla otevřena v roce 1977. Maják byl postaven v létě a rozsvícen 16. března 1978. V roce 2006 byl opraven a změněna jeho barevná úprava.

## Popis
Maják je instalován na čedičové skále Latarnia rock na výběžku Point Thomas vzdálené 220 metrů od polární stanice. Válcová kovová věž o průměru 80 cm je upevněna na kovové desce s betonovou základnou. Věž je zakončena lucernou krytou jehlanovou střechou. Malá galerie se nachází níže pod lucernou. Věž má vodorovný bílý (nahoře) a červený (dole) pruh a svislý nápis ARCTOWSKI. Světlo je napájeno z generátoru a svítí 24 hodin denně.

### Data
- Výška světla: 20 m n. m.
- Výška věže: 6 m
- Záblesk bílého světla v intervalu 9 sekund (3 s záblesk, 6 s pauza)

### Označení
Zdroj
- Admirality: G 1387
- ARLHS: SSI 001
- NGA: 111-2728

## Galerie

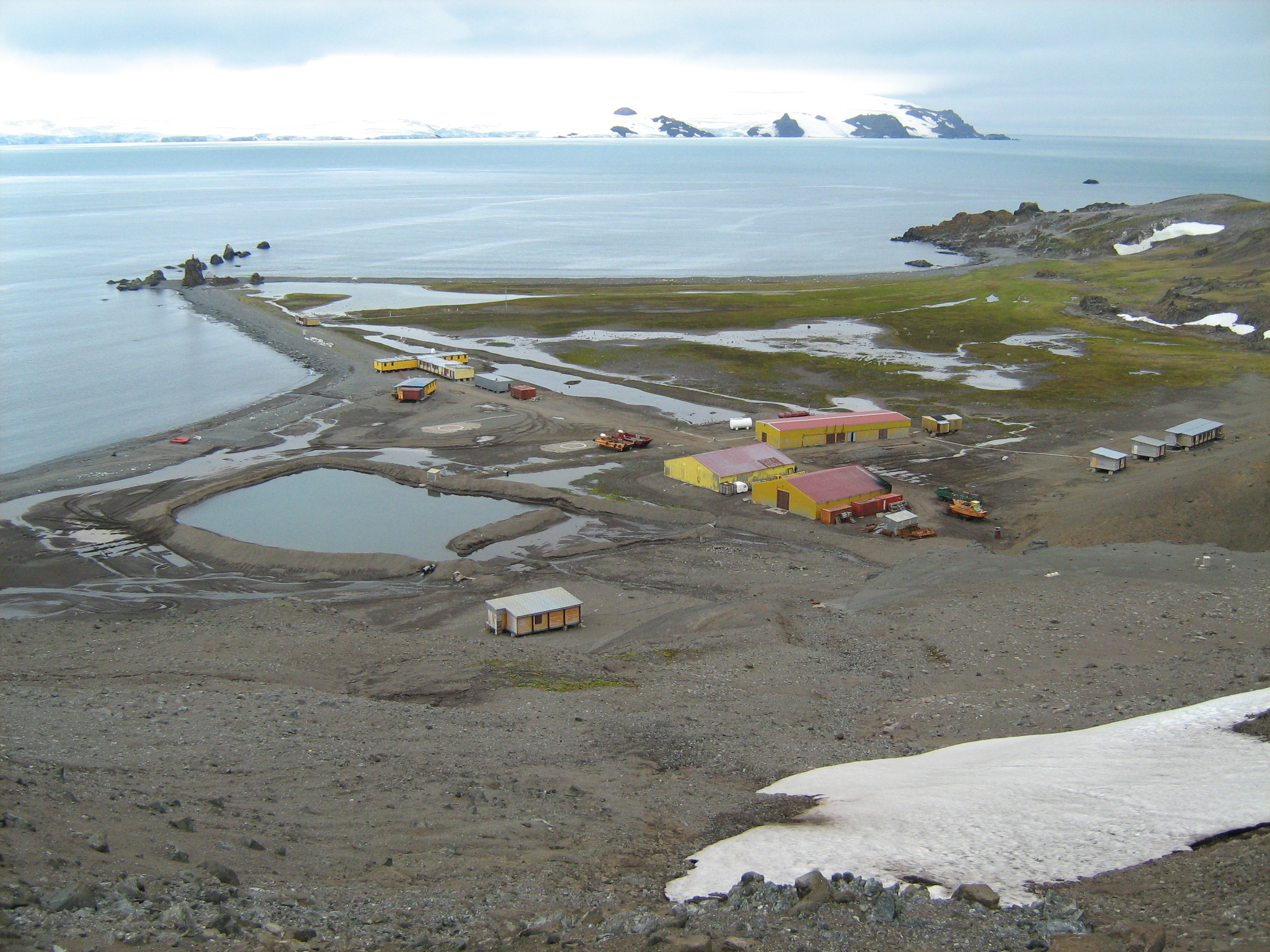
Polární stanice Henryk Arctowski
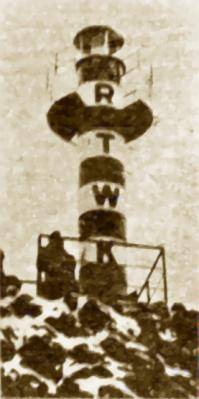
Vzhled majáku do roku 2006
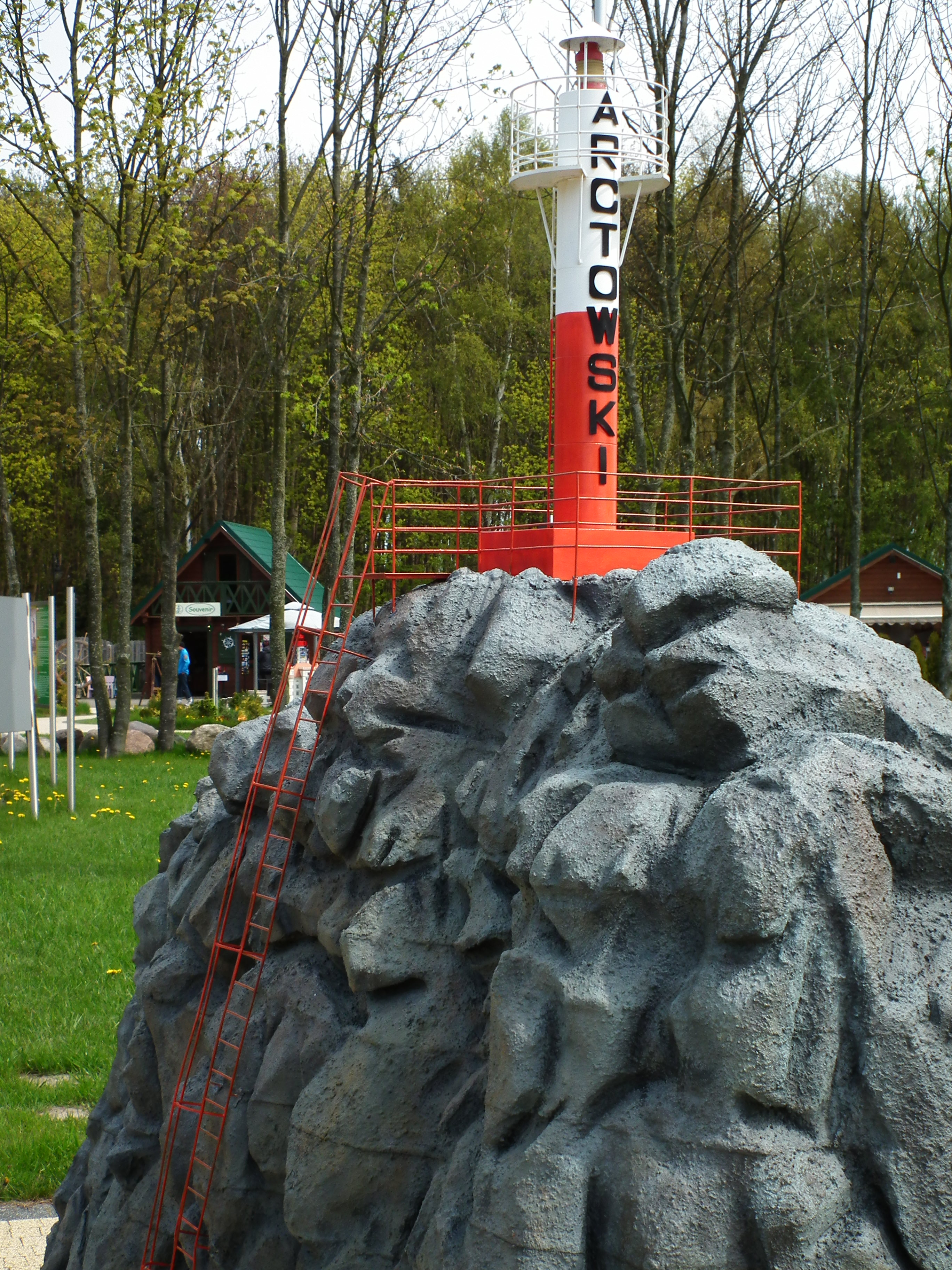
Model majáku
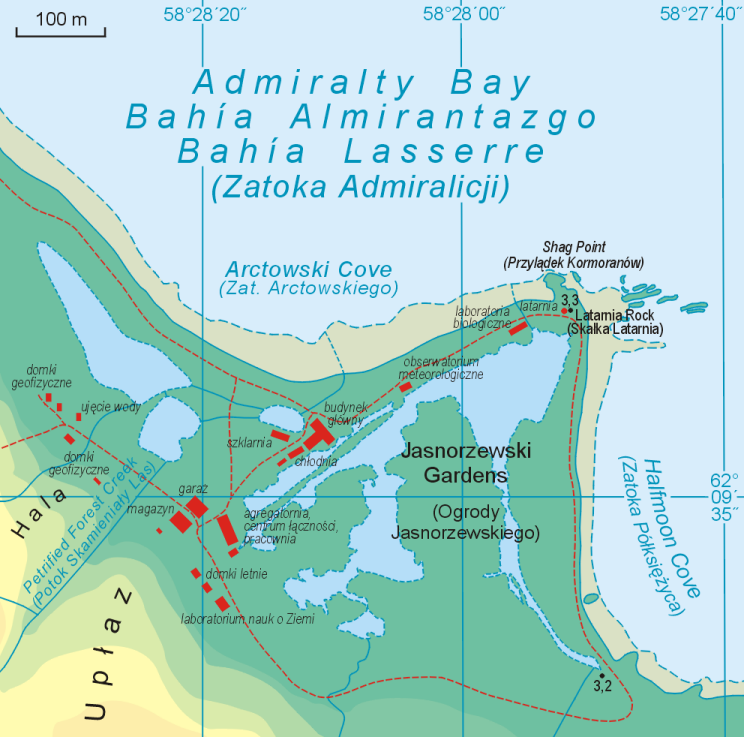
Mapa základny